# وایلد سالومه
وایلد سالومه (انگلیسی: Wilde Salomé) فیلمی در ژانر مستند و درام به کارگردانی آل پاچینو است که در سال ۲۰۱۱ منتشر شد. از بازیگران آن می‌توان به آل پاچینو، جسیکا چستین، و استل پارسونز اشاره کرد.